# My Secret Terrius
My Secret Terrius (hangul: 내 뒤에 테리우스; rr: Nae Dwie Teriwooseu) é uma série de televisão sul-coreana exibida pela MBC TV de 27 de setembro a 15 de novembro de 2018, estrelada por So Ji-sub, Jung In-sun, Son Ho-jun e Im Se-mi.

## Enredo
Uma mulher chamada Go Ae-rin (Jung In-sun) perde o marido. Junto com seu vizinho Kim Bon (So Ji-sub), que era um agente do NIS, eles descobrem a verdade por trás do envolvimento de seu marido em uma enorme conspiração.

## Elenco

### Elenco principal
- So Ji-sub como  Kim Bon (Terius)
- Jung In-sun como  Go Ae-rin
- Son Ho-jun como  Jin Young-tae
- Im Se-mi como  Yoo Ji-yeon

### Elenco de apoio
- Um Hyo-sup como  Shim Woo-cheol
- Seo Yi-sook como  Kwon Yeong-sil
- Kim Sung-joo como  Ra Do-woo
- Kim Yeo-jin como  Shim Eun-ha
- Jung Si-ah como  Bong Sun-mi
- Kang Ki-young como  Kim Sang-ryeo

### Outros
- Yang Dong-geun como Cha Jung-il
- Kim Gun-woo como Cha Jun-soo
- Ok ye-rin como Cha Joon-hee
- Hwang Ji-ah como Jo Seo-hyun
- Lee Joo-won como Jo Seung-hyun
- Kim Dan-woo como Han Yoo-ra
- Oh Han-kyul como Kim Seung-gi
- Jasper Cho como K
- Lee Hyun-geol como Park Soo-il
- Kim Byeong-ok como Yoon Choon-cantou
- Park Soon-cheon como Lee Ji-sook
- Mirosław Zbrojewicz como espião a seguir

## Trilha sonora

### Parte 1
| Lançado em 3 de outubro de 2018 |                                         |                |         |  |
| N.º                             | Título                                  | Artista        | Duração |  |
| 1.                              | "Heart Is Beating" (그렇게 가슴은 뛴다) | Gaho           | 04:15   |  |
| 2.                              | "Heart Is Beating" (Inst.)              |                | 04:15   |  |
| Duração total:                  | Duração total:                          | Duração total: | 08:30   |  |

### Parte 2
| Lançado em 10 de outubro de 2018 |                    |                |         |  |
| N.º                              | Título             | Artista        | Duração |  |
| 1.                               | "Shining" (눈부셔) | Suran          | 03:37   |  |
| 2.                               | "Shining" (Inst.)  |                | 03:37   |  |
| Duração total:                   | Duração total:     | Duração total: | 07:14   |  |

### Parte 3
| Lançado em 17 de outubro de 2018 |                   |                |         |  |
| N.º                              | Título            | Artista        | Duração |  |
| 1.                               | "One Day"         | Kim Min-seung  | 03:16   |  |
| 2.                               | "One Day" (Inst.) |                | 03:13   |  |
| Duração total:                   | Duração total:    | Duração total: | 06:32   |  |

### Parte 4
| Lançado em 31 de outubro de 2018 |                                    |                |         |  |
| N.º                              | Título                             | Artista        | Duração |  |
| 1.                               | "Shout To The Sky" (하늘에 외치다) | Eunjung        | 04:25   |  |
| 2.                               | "Shout To The Sky" (Inst.)         |                | 04:25   |  |
| Duração total:                   | Duração total:                     | Duração total: | 08:50   |  |

### Parte 5
| Lançado em 8 de novembro de 2018 |                                       |                |         |  |
| N.º                              | Título                                | Artista        | Duração |  |
| 1.                               | "When Will I See You" (언제쯤 보일까) | Yang Da-il     | 04:12   |  |
| 2.                               | "When Will I See You" (Inst.)         |                | 04:12   |  |
| Duração total:                   | Duração total:                        | Duração total: | 08:24   |  |

### Parte 6
| Lançado em 14 de novembro de 2018 |                      |                        |         |  |
| N.º                               | Título               | Artista                | Duração |  |
| 1.                                | "My Sun" (나의 태양) | Minos, Savina & Drones | 03:56   |  |
| 2.                                | "My Sun" (Inst.)     |                        | 03:56   |  |
| Duração total:                    | Duração total:       | Duração total:         | 07:52   |  |

## Classificações
- Na tabela abaixo, os números azuis representam as mais baixas classificações e os números vermelhos representam as classificações mais elevadas.
- SC indica que o drama não se classificou nos 20 melhores programas diários nessa data

| Episódio | Data de transmissão original | Audiência média | Audiência média | Audiência média |
| Episódio | Data de transmissão original | TNmS            | AGB Nielsen     | AGB Nielsen     |
| Episódio | Data de transmissão original | Em todo o país  | Em todo o país  | Seul            |
| -------- | ---------------------------- | --------------- | --------------- | --------------- |
| 1        | 27 de setembro de 2018       | 6.8%            | 6.3% (18th)     | 7.5% (11th)     |
| 2        | 27 de setembro de 2018       | 8.4%            | 7.6% (8th)      | 8.7% (6th)      |
| 3        | 27 de setembro de 2018       | 6.3%            | 6.1% (20th)     | 7.4% (12th)     |
| 4        | 27 de setembro de 2018       | 5.8%            | 6.1% (20th)     | 7.2% (13th)     |
| 5        | 3 de outubro de 2018         | 6.6%            | 6.7% (17th)     | 7.7% (10th)     |
| 6        | 3 de outubro de 2018         | 8.4%            | 9.1% (4th)      | 10.2% (4th)     |
| 7        | 4 de outubro de 2018         | 7.4%            | 7.2% (12th)     | 7.9% (10th)     |
| 8        | 4 de outubro de 2018         | 9.3%            | 9.5% (5th)      | 10.6% (3rd)     |
| 9        | 10 de outubro de 2018        | 7.3%            | 6.9% (15th)     | 7.6% (9th)      |
| 10       | 10 de outubro de 2018        | 9.3%            | 9.4% (5th)      | 10.6% (3rd)     |
| 11       | 11 de outubro de 2018        | 7.4%            | 7.4% (12th)     | 8.2% (9th)      |
| 12       | 11 de outubro de 2018        | 9.1%            | 8.8% (7th)      | 9.9% (4th)      |
| 13       | 17 de outubro de 2018        | 7.7%            | 7.1% (11th)     | 7.7% (9th)      |
| 14       | 17 de outubro de 2018        | 9.2%            | 9.5% (5th)      | 9.8% (4th)      |
| 15       | 18 de outubro de 2018        | 8.2%            | 7.9% (13th)     | 8.8% (8th)      |
| 16       | 18 de outubro de 2018        | 9.3%            | 9.5% (6th)      | 10.7% (5th)     |
| 17       | 24 de outubro de 2018        | 8.0%            | 8.2% (8th)      | 8.5% (8th)      |
| 18       | 24 de outubro de 2018        | 9.8%            | 10.0% (5th)     | 10.6% (4th)     |
| 19       | 25 de outubro de 2018        | 7.9%            | 7.9% (10th)     | 8.2% (8th)      |
| 20       | 25 de outubro de 2018        | 9.2%            | 9.7% (6th)      | 10.2% (5th)     |
| 21       | 31 de outubro de 2018        | 7.8%            | 7.9% (12th)     | 8.4% (9th)      |
| 22       | 31 de outubro de 2018        | 9.3%            | 9.7% (5th)      | 10.1% (3rd)     |
| 23       | 1 de novembro de 2018        | 8.8%            | 8.5% (11th)     | 9.0% (10th)     |
| 24       | 1 de novembro de 2018        | 10.8%           | 10.3% (6th)     | 10.8% (4th)     |
| 25       | 7 de novembro de 2018        | 7.6%            | 7.2% (11th)     | 7.5% (12th)     |
| 26       | 7 de novembro de 2018        | 9.1%            | 9.0% (7th)      | 9.7% (5th)      |
| 27       | 8 de novembro de 2018        | —               | 8.6% (12th)     | 8.9% (11th)     |
| 28       | 8 de novembro de 2018        | 10.4%           | 9.8% (7th)      | 10.4% (4th)     |
| 29       | 14 de novembro de 2018       | 8.8%            | 8.7% (9th)      | 9.7% (6th)      |
| 30       | 14 de novembro de 2018       | 10.5%           | 10.1% (6th)     | 11.1% (4th)     |
| 31       | 15 de novembro de 2018       | 9.5%            | 9.8% (7th)      | 10.5% (6th)     |
| 32       | 15 de novembro de 2018       | 10.6%           | 10.5% (5th)     | 11.0% (5th)     |
| Média    | Média                        | —               | 8.55%           | 9.22%           |

## Prêmios e indicações
| Ano  | Prêmio                | Categoria                                                              | Beneficiário                          | Resultado |       |
| ---- | --------------------- | ---------------------------------------------------------------------- | ------------------------------------- | --------- | ----- |
| 2018 | 2018 MBC Drama Awards | Daesang (Grande Prêmio)                                                | So Ji-sub                             | Venceu    | [ 5 ] |
| 2018 | 2018 MBC Drama Awards | Drama do ano                                                           | Terius Behind Me                      | Venceu    | [ 5 ] |
| 2018 | 2018 MBC Drama Awards | Escritor do ano                                                        | Oh Ji-young                           | Venceu    | [ 5 ] |
| 2018 | 2018 MBC Drama Awards | Prêmio de excelência superior, ator em um drama de quarta a quinta     | So Ji-sub                             | Venceu    | [ 5 ] |
| 2018 | 2018 MBC Drama Awards | Prêmio de excelência, ator em uma minissérie de quarta a quinta-feira  | Son Ho-jun                            | Indicado  | [ 5 ] |
| 2018 | 2018 MBC Drama Awards | Prêmio de excelência, atriz em uma minissérie de quarta a quinta-feira | Jung In-sun                           | Venceu    | [ 5 ] |
| 2018 | 2018 MBC Drama Awards | Prêmio de excelência, atriz em uma minissérie de quarta a quinta-feira | Im Se-mi                              | Indicado  | [ 5 ] |
| 2018 | 2018 MBC Drama Awards | Melhor ator / atriz coadjuvante em um drama de quarta a quinta         | Kang Ki-young                         | Venceu    | [ 5 ] |
| 2018 | 2018 MBC Drama Awards | Melhor ator infantil                                                   | Kim Gun-woo                           | Venceu    | [ 5 ] |
| 2018 | 2018 MBC Drama Awards | Melhor atriz infantil                                                  | Ok Ye-rin                             | Venceu    | [ 5 ] |
| 2018 | 2018 MBC Drama Awards | Prêmio Bromance                                                        | So Ji-sub, Son Ho-jun e Kang Ki-young | Venceu    | [ 5 ] |